# Ascanio Branca
Pour les articles homonymes, voir Branca.
Ascanio Branca (Potenza, 10 mars 1840 - Naples, 6 mars 1903) était un patriote et homme politique italien. 

## Biographie
Né de Gerardo et Maria Siani, sa famille appartenait à la classe moyenne agraire. Dans sa jeunesse, il devient membre du conseil du décurionat et des notables de Potenza. Il rejoint les mouvements libéraux de 1860 et est l'un des créateurs de l'insurrection de la Lucanie. Il était commandant de la "Brigata Lucana" qui a suivi Giuseppe Garibaldi à Naples. Garibaldi a loué les actions de Branca et de ses hommes pour leur engagement, en disant : 
« Oui, je connais votre patriotisme. Dites à vos Lucaniens que je les préférerai toujours. Croyez-moi, j'ai combattu avec des hommes disciplinés, et avec des bourgeois, et, si ceux-ci ont été précieux, ils ont été plus terribles. Je vous estime comme le premier corps discipliné et je vous garderai toujours en tête de tous. Transmettez mes salutations à vos camarades. »
Il participe ensuite à la troisième guerre d'indépendance, combattant dans le Trentin aux côtés de Garibaldi avec le grade d'officier d'état-major. À son retour du conflit, Branca écrit La campagna dei volontari italiani nel Tirolo (La campagne des volontaires italiens au Tyrol), suivie de quelques réflexions sur les réformes militaires (1866), dans lesquelles il décrit ses souvenirs de guerre. En 1870, il est élu député du collège de Potenza, en remplacement de son concitoyen Paolo Cortese.
Il a été député et ministre des Finances du royaume d'Italie dans les gouvernements de di Rudinì II, di Rudinì III, di Rudinì IV et di Rudinì V, ministre des travaux publics et des postes et télégraphes dans le gouvernement di Rudinì I et ministre des travaux publics dans le gouvernement Saracco.

### Travaux parlementaires
XVIe législature du royaume d'Italie
- Vice-président de la Commission générale du budget et des comptes administratifs du 23 novembre 1887 au 4 janvier 1889

### Vie privée
Branca a épousé Donna Anna Caracciolo dei Principi di Forino e Avellino (1871-1938) le 4 octobre 1891 et ont eu trois enfants : Gerardo (1898-1964), Guido (1901-1955) et Lucia (1902- ?).

## Source
- (it) Cet article est partiellement ou en totalité issu de l’article de Wikipédia en italien intitulé « Ascanio Branca » (voir la liste des auteurs).